# Tom Stonier
Tom „Ted“ Stonier (* 29. April 1927 in Hamburg; † 15. Juni 1999 in Egremont (Massachusetts)) war ein deutscher Biologe und Informationswissenschaftler.

## Leben
Nachdem seine Familie 1939 vor den Nationalsozialisten aus Deutschland in die USA fliehen musste, studierte Tom Stonier an der New Yorker Drew University Biologie und machte seinen Ph.D. 1955 in Yale. Er war sodann als wissenschaftlicher Assistent an der Rockefeller University tätig und wurde 1962 in die Fakultät für Biologie des Manhattan College, New York, aufgenommen.
Sein erstes Buch, Nuclear Disaster, befasste sich mit den potenziellen Auswirkungen auf Biologie und Umwelt, wenn eine 20-Megatonnen (TNT-Äquivalent)-Wasserstoffbombe auf Manhattan abgeworfen würde. Das Buch stieß auf breite Aufmerksamkeit und verschaffte Stonier einen Ruf als Friedensforscher. 1973 ging er an die Bradford University in Großbritannien und gründete dort die School of Peace Studies. 1975 erhielt er einen Lehrstuhl für Wissenschaft und Gesellschaft in Bradford. Er spezialisierte sich in den folgenden Jahren auf das Zusammenwirken von Wissenschaft, Technik und Gesellschaft.

## Schriften
- Nuclear Disaster. 1964.
- The Natural History of Humanity: Past, Present and Future. In: International Journal of Man-Machine Studies. 14 (1) 1981, S. 91–122.
- The Wealth Of Information: A Profile Of The Post-Industrial Economy, 1983.
- Machine Intelligence and the Long-Term Future of the Human Species. In: AI & Society. 2(2) 1988, S. 133–139.
- Information And The Internal Structure Of The Universe. 1990.
- Beyond Information: The Natural History Of Intelligence. 1992.
- Information And Meaning; An Evolutionary Perspective. 1997.